# كرواتيا التركية
كرواتيا التركية ( (بالألمانية: Türkisch Croatien/Kroatien)‏ ، (بالكرواتية: Turska Hrvatska)‏ ) مصطلح جيوسياسي ظهر بشكل دوري خلال الحروب العثمانية الهابسبورغية بين أواخر القرن السادس عشر وأواخر القرن الثامن عشر. اخترعه رسامو الخرائط العسكريون النمساويون ، وأشار إلى منطقة حدودية للبوسنة تقع عبر الحدود العثمانية النمساوية من الحدود العسكرية الكرواتية . خرجت عن الاستخدام مع الحكم النمساوي المجري في البوسنة والهرسك .

## الموقع
الاسم تم استخدامه في منطقة بوسانسكا كراينا(الجبهة البوسنية ) في, العصور الوسطى كانت تعرف باسم دوني كرايي (الأطراف او الجبهة السفلية او الجنوبة ) وزابادني ستراني (الجهات الغربية )). كان يعتبر هذا الإقليم عادة ما يتضمن تقريبًا المنطقة الجغرافية بين نهر فرباس في الشرق ونهر سافا في الشمال الشرقي ونهر أونا في الشمال الغربي، بالإضافة إلى جبل دينارا في الجنوب، بما في ذلك جيبة كرايينا تسازينسكا في الغرب البعيد. تم رسم أجزاء من ليكا وبانوفينا وشمال دالماتسيا (الآن في كرواتيا) أيضًا كجزء من "كرواتيا التركية" عندما اتسعت الحدود العثمانية إلى الغرب بشكل أكبر.

## تاريخ
تم ابتكار هذا المصطلح من قبل رسامي الخرائط العسكرية في القوات المسلحة النمساوية المجرية الذين عملوا لصالح لجنة الحدود النمساوية العثمانية، التي أُنشِئَت وفقًا لاتفاقيات السلام في عامي 1699 ( معاهدة كارلوفيتس) و 1718 (معاهدة بوجاريفاتس)، وتتألف من عدد من النمساويين والبنديقيين وكرواتي واحد (فيتيزوفيتش). استُخدم هذا المصطلح بشكل أكثر استمرارية على الفور في الخرائط المنتجة لجزء من الأراضي في البوسنة والهرسك في الوقت الحاضر.
في الخرائط العسكرية النمساوية المجرية من القرن السادس عشر حتى القرن التاسع عشر، ظهرت "كرواتيا التركية" المسماة بهذا الاسم كمنطقة حدودية في الحدود العسكرية الكرواتية، والتي كانت تخضع للسيطرة الهابسبورغية، وكانت جزء من كرواتيا الحالية، وكانت تُدار مباشرة من مقر القوات العسكرية في فيينا. كان المصطلح مشابهًا لمصطلحات حدودية أخرى مثل مورلاكيا وتيراي ديزيرتا. .
بدأ المصطلح يظهر في الاستخدام العامي بين بعض رسامي الخرائط السياسيين والعسكريين النمساويين المجريين ، في ارتباط مع التراجع العثماني والتوسع النمساوي المجري ، ثم تم إنتاجه لاحقًا في الخرائط العسكرية والجيواستراتيجية . أشار المؤرخ الكرواتي ملادين انشيتش إلى المصطلح الوارد في وصف كيفية تدمير الحدود السياسية والثقافية في العصور الوسطى بسبب الحروب العثمانية وإنشاء الحدود بشكلها الحديث.
اختفت كل هذه المصطلحات الحدودية المختلفة بنهاية القرن الثامن عشر أو بحلول بداية القرن التاسع عشر ، مع تغير الظروف المعقدة التي أوجدتها.
في القرن التاسع عشر ، بعد انتهاء الحروب العثمانية - هابسبورغ ، وانتقال السلطة في ولاية البوسنة من العثمانيين إلى حكم هابسبورغ في مؤتمر برلين عام 1878 ، أصبح المصطلح زائداً عن الحاجة ، لأنه لم يعد يخدم الغرض منه ، و اختفى عن الاستخدام الرسمي تماما. خضعت كامل أراضي البوسنة والهرسك للحكم المباشر للحكومة الفيينية ، ومنذ عام 1908 أصبح الضم ( الأزمة البوسنية ) أرضًا جديدة للتاج ، مما جعل المصطلح غير ذي صلة في نظر منشئه.[بحاجة لمصدر]
من الخرائط، وجدت العبارة طريقها إلى السرد الذي يعود إلى حركة النهضة الوطنية الكرواتية، والمستند إلى إعادة صياغة مصطلح "الأرض الكرواتية" و "الحق بدولة كرواتية" (مماثلة لتعبير "الأراضي الصربية" في صربيا)، والتي تم ترويجها في ذلك الوقت من قبل منظمة سياسية تُعرف باسم حزب الحقوق. كان يستغل عادة لأغراض جيوسياسية وللتعبير عن طموحات وآمال التوسع الإستعماري لكل من النمسا والمجر وكرواتيا فيما بعد، عن طريق نقل هذه "الحقوق" إلى البوسنة والهرسك وأراضيها التاريخية.

## إرث
على الرغم من حدوثه في مناسبات نادرة، تم استخدام المصطلح أيضًا في التأريخ الرومانسي المثالي، فضلاً عن السياسة الخيالية لـ "الصحوة الوطنية" و "التكامل والتوحيد الوطني" في كرواتيا في نهاية القرن التاسع عشر وبداية القرن العشرين. في النصف الأول من القرن العشرين مع ارتفاع حماسة القومية، وصولاً إلى الوقت وإنشاء الدولة الفاشية الكرواتية في الأربعينيات من القرن الماضي، ظهر هذا المصطلح مرة أخرى بشكل متقطع، وذلك فيما يتعلق بإعادة تأسيس السيادة الكرواتية والعمل الصحفي والسياسي الدعائي فيما يتعلق بمستقبل البوسنة والهرسك من قبل فران ميلوبار والتأمل الجيوسياسي من قبل إيفو بيلار وفيليب لوكاس، وتحويله بشكل سياسي عمليًا من قبل أنتي ستارتشيفيتش، وفي الأربعينيات من القرن الماضي، تم تنفيذه من قبل فرانك وأنتي بافليتش من خلال الاحتلال والاندماج لجميع البوسنة والهرسك في الدولة النازية العميلة.
في العصر الحديث، مع صعود فرانيو توجمان وتأسيس جمهورية كرواتيا في التسعينيات، تم إحياء المصطلح مرة أخرى في إشارة إلى الأهداف السياسية والعسكرية التي كانت لدى توجمان ومقربيه في البوسنة والهرسك، حيث كانوا يرغبون في السيطرة على منطقة البانوفينا السابقة في كرواتيا وكذلك مناطق أونا-سانا المجاورة في بوسانسكا كراينا. وقد تعرض تودجمان لانتقادات واسعة من قبل البوسنيين والمثقفين الكروات والمجتمع الدولي بسبب مناقشاته العلنية حول هذه المسألة ومنحها شرعية، واتهم فيما بعد بتشجيع تقسيم قوي للبوسنة والهرسك. وباستخدام تودجمان للمصطلح كوسيلة للتحقير والتقليل من سيادة ودولة البوسنة والهرسك، تم اعتماد المصطلح كجزء من السرد القومي اليميني المتطرف الكرواتي، وعلى الرغم من الندرة، أصبح جزءًا من خطابهم السياسي الرسمي، ولكن بتأثير ضئيل إن وجد على السياسة العالمية الرئيسية في مجالات الجغرافيا السياسية والتاريخ، أو في البحث الأكاديمي على سبيل المثال. المصطلح لم يحظ بتأييد خارج نطاق التطرف السياسي الكرواتي والفئات الأكاديمية المتطرفة.
تشمل الإشارات إلى "كرواتيا التركية" في الأعمال العلمية الكرواتية الحديثة مناقشات حول عدم وجود مساحة جغرافية ذات موقع مركزي فعليًا في كرواتيا منذ القرن الخامس عشر.

## أنظر أيضا
- الكروات
- الفتح العثماني للبوسنة والهرسك
- البوسنة إيالت
- الفترة العثمانية في تاريخ كرواتيا